# Суперкубок Італії з волейболу серед жінок 2014
Суперкубок Італії з волейболу серед жіночих команд 2014 року — 19-й розіграш турніру в якому брали участь три команди. У півфіналі грали фіналісти чемпіонату і кубка Італії, а переможець цієї пари змагався з найсильнішим клубом минулого сезону.

## Учасники
| Команда                 | Місто         | Досягнення                                              |
| ----------------------- | ------------- | ------------------------------------------------------- |
| «Нордмекканіка Ребеккі» | П'яченца      | Переможець чемпіонату і кубка Італії в сезоні 2013-2014 |
| «Унендо-Ямамай»         | Бусто-Арсіціо | Фіналіст чемпіонату Італії в сезоні 2013-2014           |
| «Фоппапедретті»         | Бергамо       | Фіналіст кубка Італії в сезоні 2013-2014                |

## Півфінал
| Дата                  | Час |                                 | Рахунок |                           | Сет 1 | Сет 2 | Сет 3 | Сет 4 | Сет 5 | Всього | Звіт  |
| --------------------- | --- | ------------------------------- | ------- | ------------------------- | ----- | ----- | ----- | ----- | ----- | ------ | ----- |
| 22.10.2014 Монтік'ярі |     | «Унендо-Ямамай» (Бусто-Арсіціо) | 3–1     | «Фоппапедретті» (Бергамо) | 29–27 | 22–25 | 25–22 | 25–21 |       | 101–95 | [ 1 ] |

| 1                | Катерина Любушкіна  | 5  |
| 2                | Аліса Деграді       | 2  |
| 5                | К'яра Мічел         | 1  |
| 6                | Джулія Леонарді (л) |    |
| 7                | Франческа Маркон () | 12 |
| 12               | Летіція Камера      |    |
| 13               | Валентина Діуф      | 27 |
| 14               | Йоанна Волош        | 2  |
| 16               | Гелена Гавелкова    | 15 |
| 17               | Джулія Пісані       | 5  |
| Резерв:          |                     |    |
| 3                | Валентина Ранія     |    |
| 8                | Ребекка Перрі       |    |
| 9                | Фрейя Альбрехт      |    |
|                  | Джулія Анджеліна    |    |
| Головний тренер: |                     |    |
| Карло Парізі     |                     |    |

| 1                | Єва Морі           | 1  |
| 2                | Алеша Дісінг       | 9  |
| 4                | Сара Лода          | 14 |
| 7                | Єлена Благоєвич () | 12 |
| 8                | Енріка Мерло (л)   |    |
| 9                | Лаура Меландрі     | 10 |
| 10               | Мілена Садурек     | 4  |
| 15               | Селесте Плак       | 7  |
| 16               | Бенедетта Мамбеллі |    |
| 17               | Міріам Сілла       | 8  |
| Резерв:          |                    |    |
| 18               | Федеріка Таска     |    |
|                  | Данієла Піллепич   |    |
| Головний тренер: |                    |    |
| Стефана Лаваріні |                    |    |

## Фінал
| Дата             | Час |                                    | Рахунок |                                 | Сет 1 | Сет 2 | Сет 3 | Сет 4 | Сет 5 | Всього | Звіт  |
| ---------------- | --- | ---------------------------------- | ------- | ------------------------------- | ----- | ----- | ----- | ----- | ----- | ------ | ----- |
| 22.10.2014 Монца |     | «Нордмекканіка Ребеккі» (П'яченца) | 3–2     | «Унендо-Ямамай» (Бусто-Арсіціо) | 15–25 | 25–16 | 25–27 | 25–19 | 15–11 | 105–98 | [ 2 ] |

| 1                   | Індре Сорокайте        | 12 |
| 2                   | Федеріка Валеріано     | 2  |
| 3                   | Врауке Дірікс          | 4  |
| 4                   | Мануела Леджері ()     | 8  |
| 5                   | Аннеріс Варгас Вальдес | 15 |
| 6                   | Ліза Ван Гекке         | 17 |
| 10                  | Луна Кароччі (л)       |    |
| 9                   | К'яра Ді Юліо          | 24 |
| 12                  | Вероніка Анджелоні     |    |
| 14                  | Валерія Каракута       |    |
| Резерв:             |                        |    |
| 11                  | К'яра Боргоньйо        |    |
| Головний тренер:    |                        |    |
| Алессандро К'яппіні |                        |    |

| 1                | Катерина Любушкіна  | 17 |
| 2                | Аліса Деграді       | 3  |
| 5                | К'яра Мічел         | 7  |
| 6                | Джулія Леонарді (л) |    |
| 7                | Франческа Маркон () | 7  |
| 12               | Летіція Камера      |    |
| 13               | Валентина Діуф      | 35 |
| 14               | Йоанна Волош        | 2  |
| 16               | Гелена Гавелкова    |    |
| 17               | Джулія Пісані       |    |
| Резерв:          |                     |    |
| 3                | Валентина Ранія     |    |
| 8                | Ребекка Перрі       |    |
| Головний тренер: |                     |    |
| Карло Парізі     |                     |    |

- Арбітри: Джойтре, Собреро.
- Тривалість матчу 127 хвилин (25+23+32+29+18).
- Кількість глядачів: 2843.